# Рицимер
Рицимер (полностью — Флавий Рицимер; лат. Flavius Ricimer; 405 — 18 августа 472) — полководец и фактический правитель Западной Римской империи в третьей четверти V века.

## Биография
Рицимер происходил по отцу из свевского королевского рода, а со стороны матери был внуком вестготского короля Валии. Как и многие германцы в то время, был арианином.
Юность провёл при дворе императора Валентиниана III, был учеником Аэция. После смерти Аэция и Валентиниана, в 455 году Рим был взят и разграблен королём вандалов Гейзерихом. Он сверг узурпатора Петрония Максима и поставил на престол Авита. Новый император назначил Рицимера полководцем. Наняв большое войско из германцев и построив флот, Рицимер уничтожил корабли вандалов у берегов Корсики и Сицилии. Вернувшись в Италию, Рицимер, с согласия сената, сверг императора Авита. Вслед за этим он получил титул патрикия от императора Восточной Римской империи Льва I.
С этого времени и до своей смерти Рицимер стал фактическим правителем Западной Римской империи. Как германский вождь, он не мог провозгласить себя августом, но с другой стороны, власть над Римом дала ему влияние на другие германские народы, оккупировавшие в тот момент Галлию, Испанию и Северную Африку. Он встал перед выбором — упразднить Западную Римскую Империю и править официально, как король или полководец, или поставить номинального императора и править через него. Он остановился на последнем. Но при этом его власть распространялась настолько, что его монограмма чеканилась на монетах наравне с императорской.
В 457 году Рицимер, с согласия Льва I, назначил Майориана императором Запада. Но он оказался способным правителем и стал проявлять нежелательную независимость. В 460 году Майориан пытался организовать экспедицию против вандалов Гейзериха, но потерпел неудачу. Когда Майориан вернулся в Италию в смятении, Рицимер выступил против него. Воспользовавшись хаосом, он заключил императора в тюрьму и казнил его 7 августа 461 года. На его место был поставлен Либий Север. Но эта кандидатура, а также убийство Майориана вызвали неодобрение императора Восточной Империи Льва I и наместника Галлии Эгидия. После смерти Севера в 465 году в течение восемнадцати месяцев Рицимер не назначал нового императора и сам держал в руках бразды правления; но опасность со стороны вандалов принудила его в 467 году заключить союз с Восточной Римской империей и принять назначенного византийским двором нового римского императора, патриция Прокопия Антемия. Последний выдал замуж за Рицимера свою дочь Алипию, но вскоре между ними возникла открытая борьба: Рицимер набрал в Милане большое войско из германцев, пошёл на Рим и после трёхмесячной осады взял его (11 июля 472 года); город был отдан на разграбление варварам, а Антемий убит. На престол был возведён Олибрий, но через несколько недель и Рицимер, и Олибрий умерли от чумы.
Умирая, Рицимер передал начальство над войсками своему племяннику, бургунду Гундобаду.